# Ochthera schembrii
Ochthera schembrii är en tvåvingeart som beskrevs av Camillo Rondani 1847. Ochthera schembrii ingår i släktet Ochthera och familjen vattenflugor. Inga underarter finns listade i Catalogue of Life.